# Guanosina
La guanosina è un nucleoside composto dalla base azotata purinica: guanina a cui è attaccato un anello di ribosio (o ribofuranosio) attraverso un legame β-N9-glicosidico.
La guanosina può essere fosforilata, diventando GMP (guanosinmonofosfato), cGMP (guanosina monofosfato ciclica), GDP (guanosindifosfato) oppure GTP (guanosintrifosfato).
Se la guanina è attaccata ad un anello di deossiribosio, si ha la molecola di deossiguanosina.